# TRAT1
TRAT1 (англ. T-cell receptor associated transmembrane adaptor 1) – білок, який кодується однойменним геном, розташованим у людей на короткому плечі 3-ї хромосоми.  Довжина поліпептидного ланцюга білка становить 186 амінокислот, а молекулярна маса — 21 211.
| 10         |  | 20         |  | 30         |  | 40         |  | 50         |
| ---------- |  | ---------- |  | ---------- |  | ---------- |  | ---------- |
| MSGISGCPFF |  | LWGLLALLGL |  | ALVISLIFNI |  | SHYVEKQRQD |  | KMYSYSSDHT |
| RVDEYYIEDT |  | PIYGNLDDMI |  | SEPMDENCYE |  | QMKARPEKSV |  | NKMQEATPSA |
| QATNETQMCY |  | ASLDHSVKGK |  | RRKPRKQNTH |  | FSDKDGDEQL |  | HAIDASVSKT |
| TLVDSFSPES |  | QAVEENIHDD |  | PIRLFGLIRA |  | KREPIN     |  |            |

A: Аланін

C: Цистеїн

D: Аспарагінова кислота

E: Глутамінова кислота

F: Фенілаланін

G: Гліцин

H: Гістидин

I: Ізолейцин

K: Лізин

L: Лейцин

M: Метіонін

N: Аспарагін

P: Пролін

Q: Глутамін

R: Аргінін

S: Серин

T: Треонін

V: Валін

W: Триптофан

Кодований геном білок за функцією належить до фосфопротеїнів. 
Задіяний у таких біологічних процесах як адаптивний імунітет, імунітет, поліморфізм. 
Локалізований у клітинній мембрані, мембрані.